# Cláudio de Turim
Cláudio de Turim (em latim: Claudius Taurinensis) foi bispo de Turim de 817 a 839, data da sua morte. Esteve na corte de Luís I, o Piedoso, sendo comissionado por esse a escrever comentários sobre quase todos os livros da Bíblia para educação dos clérigos. A maioria desses comentários eram baseados na obra de Agostinho, por quem Cláudio tinha grande admiração.
Cláudio tornou-se conhecido por suas pregações iconoclastas, em combate aos desvios da igreja medieval e pelos ensinos que prefiguravam aqueles da Reforma Protestante. Ele foi acusado de heresia em escritos de Dungal e Jonas de Orleães.